# 前691年
| 千纪： | 前1千纪 |
| 世纪： | 前8世纪 \| 前7世纪 \| 前6世纪 |
| 年代： | 前720年代 \| 前710年代 \| 前700年代 \| 前690年代 \| 前680年代 \| 前670年代 \| 前660年代 |
| 年份： | 前696年 \| 前695年 \| 前694年 \| 前693年 \| 前692年 \| 前691年 \| 前690年 \| 前689年 \| 前688年 \| 前687年 \| 前686年                                                                                            |
| 纪年： | 戊子年（虎年）；周莊王六年；魯莊公三年；齊襄公七年；晉侯緡十六年；曲沃武公二十五年；秦武公七年；楚武王五十年；宋湣公元年；衛黔牟六年；陳宣公二年；蔡哀侯四年；郑子婴三年；燕桓侯七年；曹莊公十一年；杞靖公十三年 |

## 大事记
- 纪季（纪侯弟）以酅（在齐都临淄东）入齐为附庸。
- 亚述國王辛那赫里布將巴比伦夷為平地
- 辛那赫里布在哈魯勒戰役（英语：Battle of Halule）中打敗了埃蘭的洪班-努梅納（英语：Humban-nimena）